# Día de la Cultura Cubana
El Día de la Cultura Cubana es un festejo patrio que el pueblo de Cuba celebra todos los días 20 de octubre y en el cual se conmemora la creación del Himno Nacional Cubano por parte de Pedro Figueredo.

## Origen
Carlos Manuel de Céspedes, al mando del Ejército Libertador, logró la liberación de Bayamo del yugo español; con gran euforia, el pueblo solicitó al patriota y músico cubano Pedro Figueredo la composición de un himno que plasmara y recordara a las generaciones venideras la epopeya que culminó aquel 20 de octubre de 1868. Fue así como, al poco tiempo y orquestadas por Manuel Muñoz Cedeño, las nuevas estrofas se entonaron por primera vez en territorio cubano.
No fue una asonada más la que se dio en conocer popularmente como el Grito de Yara: el pueblo cubano hacía mucho tiempo que ya no se sentía español o africano; fue una batalla en pos de la independencia, pero también para afirmar la ya establecida cultura cubana cuyo acervo incluía costumbres, canciones, arte.

## Instauración de la fecha patria
Luego de una reunión del Consejo de Ministros cubano, celebrada el día 22 de agosto de 1980, se decide la redacción de un decreto por el cual se reconoce en el Himno Nacional de Cuba:

el símbolo en que se entrecruzan el sentimiento de amor a la patria y la decisión de combate, la expresión artística de ese acto cultural por excelencia en que el pueblo afirma y conquista su identidad plena, la guerra libertadora.

Asimismo se dispone la celebración anual, organizada por el Ministerio de Cultura cubano, de actividades que reflejen y mantengan viva la cultura de ese país.

## La celebración en otros países
La República Argentina organizó una celebración entre el 10 y el 20 de octubre de 2020 en concordancia con los festejos de la isla. En ella participaron distintos exponentes de la cultura cubana, como el artista plástico Sándor González, el dramaturgo Carlos Celdrán, el director de cine Jorge Luis Sánchez, y el poeta Roberto Fernández Retamar.
En República Dominicana y Nicaragua se realizaron similares celebraciones en octubre de 2022. En Managua participaron la Camerata Bach, Jazz Tá y Lenin Triana. En Santo Domingo, a su vez, se presentaron el jazzista José Ernesto Montano, Jazz Dúo, la cantante Erika, y dos bailarinas del grupo Crearte.

### Citas
1. 1 2 3  Álvarez Pitaluga, Antonio (15 de octubre de 2020). «20 de octubre de 1868: Día de la Cultura Cubana». El País. Consultado el 7 de junio de 2023.
2. 1 2  «Honran el Día de la Cultura Cubana en la República Dominicana». Prensa Latina. 20 de octubre de 2022. Consultado el 7 de junio de 2023.
3. ↑  Larramendi, Julio (20 de octubre de 2020). «A propósito del Día de la Cultura Cubana». Cuba Debate. Consultado el 7 de junio de 2023.
4. ↑  «¿Por qué se celebra el Día de la Cultura Cubana el 20 de octubre?». Notimérica. 19 de octubre de 2017. Consultado el 7 de junio de 2023.
5. ↑  Día de la Cultura Cubana. 19 de octubre de 2021. Consultado el 7 de junio de 2023.
6. ↑  «Actividades por el Día de la Cultura Cubana en Argentina 2020». Ministerio de Cultura de Argentina. 1 de octubre de 2020. Consultado el 8 de junio de 2023.
7. ↑  «De La Habana a Buenos Aires se celebra el Día de la Cultura Cubana». Nidal. 14 de octubre de 2020. Consultado el 8 de junio de 2023.
8. ↑  «Celebran en Managua Día de la Cultura cubana». Radio Primerísima. 21 de octubre de 2022. Consultado el 8 de junio de 2023.

- Datos: Q119224965